# 宮城県幼稚園一覧
宮城県幼稚園一覧（みやぎけんようちえんいちらん）は、宮城県の幼稚園の一覧。廃止された幼稚園については宮城県幼稚園の廃園一覧を参照。

## 国立幼稚園
- 宮城教育大学附属幼稚園

## 公立幼稚園

### 仙台市

#### 太白区
- 仙台市立あきう幼稚園

### 石巻市
- 石巻市立住吉幼稚園
- 石巻市立湊幼稚園
- 石巻市立稲井幼稚園
- 石巻市立河北幼稚園
- 石巻市立桃生幼稚園

### 気仙沼市
- 気仙沼市立唐桑幼稚園
- 気仙沼市立松圃幼稚園
- 気仙沼市立大谷幼稚園
- 気仙沼市立小泉幼稚園
- 気仙沼市立津谷幼稚園

### 白石市
- 白石市第一幼稚園
- 白石市第二幼稚園

### 登米市
- 登米市立北方幼稚園
- 登米市立中田幼稚園
- 登米市立新田幼稚園
- 登米市立南方幼稚園
- 登米市立米山幼稚園

### 栗原市
- 栗原市立一迫幼稚園
- 栗原市立栗駒幼稚園
- 栗原市立金成幼稚園
- 栗原市立瀬峰幼稚園
- 栗原市立高清水幼稚園
- 栗原市立築館幼稚園
- 栗原市立花山幼稚園
- 栗原市立鶯沢幼稚園
- 栗原市立志波姫幼稚園

### 大崎市
- 大崎市立にじの子幼稚園
- 大崎市立ゆめのさと幼稚園
- 大崎市立鹿島台第一幼稚園
- 大崎市立川渡幼稚園
- 大崎市立田尻幼稚園
- 大崎市立大貫幼稚園

### 富谷市
- 富谷市立富谷幼稚園

### 刈田郡
- 蔵王町立遠刈田幼稚園
- 蔵王町立永野幼稚園
- 蔵王町立宮幼稚園

### 柴田郡
- 柴田町立第一幼稚園
- 川崎町立川崎幼稚園
- 川崎町立富岡幼稚園
- 村田町立村田幼稚園

### 宮城郡
- 松島町立松島第一幼稚園
- 松島町立松島第二幼稚園
- 松島町立松島第五幼稚園

### 加美郡
- 加美町立賀美石幼稚園
- 色麻町立色麻幼稚園

### 遠田郡
- 美里町立青生幼稚園
- 美里町立こごた幼稚園
- 涌谷町立ののだけ幼稚園
- 涌谷町立涌谷南幼稚園
- 涌谷町立涌谷幼稚園

## 私立幼稚園

### 仙台市

#### 青葉区
- 愛児幼稚園
- 愛隣幼稚園
- 旭ヶ丘幼稚園
- 愛子幼稚園
- あらまき幼稚園
- 泉ヶ丘幼稚園
- 大沢幼稚園
- おたまや幼稚園
- 音の光幼稚園
- お人形社幼稚園
- 折立幼稚園
- 尚絅教会附属中山幼稚園
- 聖愛幼稚園
- 聖クリストファ幼稚園
- 聖ドミニコ学院幼稚園
- 聖ドミニコ学院北仙台幼稚園
- 仙台バプテスト教会幼稚園
- 仙台YMCA幼稚園
- 新坂通幼稚園
- 福聚幼稚園
- 双葉幼稚園
- 緑ヶ丘幼稚園
- 緑ヶ丘第二幼稚園
- みどりの森幼稚園
- 宮城学院女子大学附属幼稚園
- 友愛幼稚園
- 中山幼稚園
- ふたばバンビ幼稚園
- 東二番丁幼稚園
- わかくさ幼稚園

#### 宮城野区
- あけぼの幼稚園
- 岩切東光幼稚園
- 岩切東光第二幼稚園
- お人形社第二幼稚園
- 上田子幼稚園
- さいわい幼稚園
- 清水幼稚園
- しらとり幼稚園
- 志波幼稚園
- 立華幼稚園
- 鶴ヶ谷幼稚園
- 東岡幼稚園
- 東盛幼稚園
- なかの幼稚園
- ナザレト幼稚園
- はなぶさ幼稚園
- 東仙台幼稚園
- ふくだまち幼稚園
- ふくむろ幼稚園
- みやぎ幼稚園

#### 若林区
- エコールノワール幼稚園
- 蒲町幼稚園
- 七郷幼稚園
- 聖ウルスラ学院英智幼稚園
- 聖和幼稚園
- 小さき花幼稚園
- 天苗幼稚園
- ドリーム幼稚園
- 古城幼稚園
- やまと幼稚園
- るり幼稚園
- 六郷幼稚園
- 六丁目幼稚園
- ろりぽっぷ幼稚園
- 若林幼稚園

#### 太白区
- 大野田幼稚園
- くり幼稚園
- 光塩幼稚園
- しげる幼稚園
- すがわら幼稚園
- 聖ルカ幼稚園
- 太白すぎのこ幼稚園
- 太陽幼稚園
- 第二ひろせ幼稚園
- 富沢幼稚園
- 中田幼稚園
- 長町幼稚園
- 西多賀幼稚園
- ひろせ幼稚園
- 袋原幼稚園
- ますみ幼稚園
- 向山幼稚園
- 茂庭幼稚園
- 八木山カトリック幼稚園
- やまびこ幼稚園
- ゆりかご幼稚園
- 若竹幼稚園

#### 泉区
- いずみ松陵幼稚園
- 泉第二幼稚園
- ふたばエンゼル幼稚園
- 泉の杜幼稚園
- こどもの国幼稚園
- 将監幼稚園
- 仙台白百合学園幼稚園
- 第二向陽台幼稚園
- 鶴が丘幼稚園
- 南光幼稚園
- 南光シオン幼稚園
- 南光第二幼稚園
- 根白石幼稚園
- ふたばハイジ幼稚園
- めるへんの森幼稚園
- 南光紫陽幼稚園
- 明泉幼稚園
- 高森明泉幼稚園

### 石巻市
- 石巻カトリック幼稚園
- 石巻みづほ幼稚園
- 石巻みづほ第二幼稚園
- 穀町幼稚園
- 長浜幼稚園
- ひばり幼稚園
- 法山寺幼稚園

### 塩竈市
- 塩釜カトリック幼稚園
- 塩釜中央幼稚園
- 塩釜第二中央幼稚園
- 塩釜ひまわり幼稚園
- パドマ幼稚園

### 気仙沼市
- 愛耕幼稚園
- 葦の芽幼稚園
- 葦の芽星谷幼稚園
- 気仙沼カトリック幼稚園

### 白石市
- ひかり幼稚園

### 名取市
- 尚絅学院大学女子短期大学部附属幼稚園
- ふたば幼稚園
- 閖上わかば幼稚園

### 角田市
- 角田カトリック幼稚園
- ミネ幼稚園

### 多賀城市
- 柏幼稚園
- せいがん幼稚園
- 多賀城高崎幼稚園
- 東北学院幼稚園
- 桜木花園幼稚園
- 八幡花園幼稚園

### 岩沼市
- 岩沼こばと幼稚園
- 岩沼さくら幼稚園
- 岩沼南こばと幼稚園

### 登米市
- 登米幼稚園
- さくら幼稚園

### 栗原市
- 築館聖マリア幼稚園
- 若柳よしの幼稚園

### 東松島市
- 矢本幼稚園
- 矢本はなぶさ幼稚園
- 鳴瀬幼稚園
- のびる幼稚園

### 大崎市
- 木の実幼稚園
- 白梅幼稚園
- 純心幼稚園
- 千手寺幼稚園
- 古川幼稚園
- まこと幼稚園
- まとば幼稚園
- 小鳩幼稚園

### 富谷市
- 鷹乃杜幼稚園
- ひより台幼稚園
- 成田中央幼稚園

### 柴田郡
- 大河原カトリック幼稚園
- 熊野幼稚園
- 浄心幼稚園
- たんぽぽ幼稚園

### 亘理郡
- ふじ幼稚園
- やまもと幼稚園
- いちょうの実幼稚園
- のぞみ幼稚園

### 宮城郡
- 利府おおぞら幼稚園
- 利府第二おおぞら幼稚園
- 利府聖光幼稚園
- 利府幼稚園
- 第二柏幼稚園
- 汐見台幼稚園
- 遠山幼稚園
- 和光幼稚園

### 黒川郡
- みやの森幼稚園
- もみじが丘幼稚園
- 吉岡バプテスト光の園
- 大郷幼稚園
- おおひら万葉こども園

### 加美郡
- 小鳩幼稚園

### 本吉郡
- あさひ幼稚園 (宮城県南三陸町)